# ISUTOSHI
ISUTOSHI（いすとし）は、日本の漫画家。男性。
日本ファルコム、スクウェア・エニックスなどのゲーム会社勤務を経て、同人誌や成年コミック、アンソロジーでの活動ののち、1999年に講談社の『月刊マガジンZ』にて、ゲーム『Revive 〜蘇生〜』のコミカライズで一般誌へ進出した。

## 作品
- RENGE / 蓮華 （同人誌） 出版年不明、まるちゅう商会
- スラッと女 （成人指定） 1999年、富士美出版
- 高校星プラウラ 1999年 - 2000年、ワニマガジン社
- てんでフリーズ! 2002年 - 2004年、講談社
- スラッと女+α （一般向け） 2003年、大都社
- 愛気 2004年 - 2013年、少年画報社
- おかあさん、もういちど とんでよ! （絵本 / 文：小宮山みのり） 2007年、講談社
- エロいす （成人指定） 2009年、ワニマガジン社
- 愛気S 2013年 - 2018年、少年画報社
- フューリーズ-虚空の銀翼- 2018年 - 2019年、少年画報社、全19話、全3巻
- 美味しいエルフ 2020年 - 2022年、少年画報社、全26話、全4巻